# Institut für Verfahrenstechnik der Chinesischen Akademie der Wissenschaften

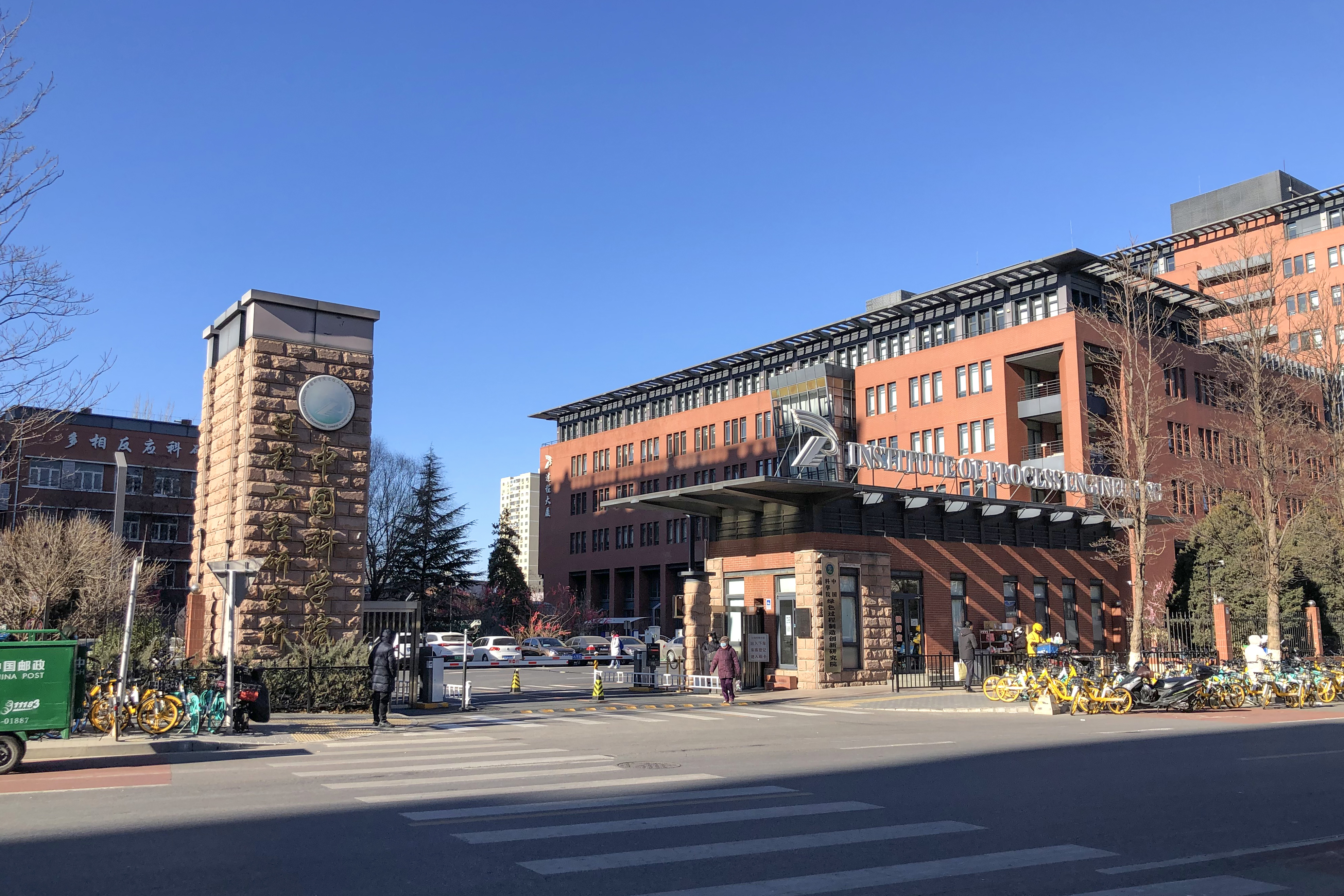
Hauptsitz des Instituts in Haidian

Das Institut für Verfahrenstechnik der Chinesischen Akademie der Wissenschaften (chinesisch 中国科学院过程工程研究所, Pinyin Zhōngguó Kēxuéyuàn Guòchéng Gōngchéng Yánjiūsuǒ) mit Hauptsitz im Straßenviertel Zhongguancun des Stadtbezirks Haidian der chinesischen Hauptstadt Peking und einer Außenstelle in der Wissenschaftsstadt Huairou befasst sich primär mit Materialwissenschaft, Biochemie und Pharmazeutik.
Direktor des Instituts für Verfahrenstechnik ist seit September 2018 der Chemieingenieur Zhang Suojiang (张锁江, * 1964).

## Geschichte
Nach der Ausrufung der Volksrepublik China am 1. Oktober 1949 kehrte der berühmte Metallurg Ye Zhupei (叶渚沛, 1902–1971) Anfang 1950 aus dem Ausland – er war damals Vizedirektor der Kommission für Naturwissenschaften der UNESCO – über Hongkong nach China zurück. Auf Einladung von Premierminister Zhou Enlai, mit dem er seit 1941 befreundet war, arbeitete er von da an als Berater des Ministeriums für Schwerindustrie (重工业部). 1953 geriet Ye Zhupei mit den sowjetischen Beratern im Ministerium in eine Meinungsverschiedenheit über die Prioritätensetzung bei der Erschließung der Erzlagerstätten von Bayan Obo in der Inneren Mongolei. Die sowjetischen Berater waren der Meinung, China bräuchte in der derzeitigen Phase seiner Entwicklung zunächst Stahl, also Eisenerz, während Ye Zhupei die Metalle der Seltenen Erden für wichtiger erachtete. Daraufhin wurde er als „antisowjetisch“ (反苏) kategorisiert und noch im selben Jahr zur Chinesischen Akademie der Wissenschaften versetzt.
1955 wurde Ye Zhupei bei der Akademie in die Führungskommission der Abteilung für technische Wissenschaften (技术科学部) gewählt. Noch im selben Jahr wurde er von der Kommission beauftragt, mit den Planungen für ein neues Forschungsinstitut zu beginnen, das sich speziell mit Chemieingenieurwesen und Metallurgie befassen sollte. Am 1. Oktober 1958 wurde schließlich das Institut für Chemieingenieurwesen und Metallurgie der Chinesischen Akademie der Wissenschaften (中国科学院化工冶金研究所) gegründet. Dies gilt heute als Gründungstag des Instituts für Verfahrenstechnik. Erster Direktor des Instituts wurde Ye Zhupei.
Nach der Gründung des Instituts – der Große Sprung nach vorn hatte gerade begonnen – ging es zunächst darum, mit chemischen Prinzipien und Technologien metallurgische Verfahren zu verbessern, um die Stahlproduktion zu steigern. Durch Erhöhung von Temperatur und Feuchtigkeitsgrad der bei den Hochöfen eingeblasenen Heißluft gelang dies auch. Das Institut für Chemieingenieurwesen und Metallurgie entwickelte ein dem Linz-Donawitz-Verfahren ähnliches Sauerstoffblasverfahren und baute zusammen mit der damaligen Shijingshan Stahlgesellschaft (石景山钢铁公司, die heutige Shougang Group) im Pekinger Stadtbezirk Shijingshan die erste Fabrik Chinas mit kontinuierlicher Stahlproduktion. Im weiteren Verlauf stieg der Bedarf an Nichteisenmetallen, und das Institut entwickelte neue Verfahren zur Separation und Extraktion von Vanadium, Titan, Cobalt, Nickel und Metallen der Seltenen Erden, um die Erschließung der Erzlagerstätten von Panzhihua, Jinchuan und Bayan Obo voranzubringen.
1966 brach die Kulturrevolution aus, die wissenschaftliche Arbeit am Institut wurde eingestellt. Ye Zhupei behielt zwar seinen Posten als Institutsleiter, wurde aber unter Hausarrest gestellt. Dort schrieb er weiterhin Aufsätze zur Hochofentechnologie und anderen Themen. 1971 wurde er rehabilitiert und wandte sich mit der schriftlichen Bitte an Mao Zedong, das Institut wieder arbeiten zu lassen, insbesondere auf dem Gebiet der carbothermischen Reduktion. Ye Zhupei selbst starb am 24. November 1971 an einem kolorektalen Karzinom, das Institut für Chemieingenieurwesen und Metallurgie wurde am 1. Juli 1972 der Stadtregierung von Peking unterstellt.
Ab Oktober 1972 wurde die Arbeit wieder aufgenommen, die Leitung des Instituts hatte nun eine mit Vertretern der Akademie und der Stadtregierung paritätisch besetzte Führungsgruppe (领导小组).
Nach der Verhaftung der Viererbande am 9. Oktober 1976 und dem Ende der Kulturrevolution stellte das Institut seine Arbeit zunächst wieder ein. Erst im Oktober 1978 nahm man den Betrieb wieder auf. Direktor wurde der Chemieingenieur Guo Musun (郭慕孙, 1920–2012), der ab Oktober 1956 zusammen mit Ye Zhupei das Institut aufgebaut hatte und dort Leiter des Wirbelschicht-Labors (流态化研究室) war.
Das Institut trug zwar noch den alten Namen, unter der Leitung von Guo Musun verlagerte sich der Arbeitsschwerpunkt jedoch von Metallurgie zu Chemieingenieurwesen. Auf seine Initiative wurde 1985 mit Personal aus dem Wirbelschicht-Labor das Labor für granulare Materie (颗粒形态与表征研究室) eingerichtet, im Oktober 1986 – Guo Musun hatte die Institutsleitung im Juni des Jahres an Xu Zhihong (许志宏, * 1930) abgegeben – folgte das Labor für Mehrphasenreaktionen (多相反应开放研究实验室), dessen Leitung er selbst übernahm.
In den 1990er Jahren konzentrierte man sich noch mehr auf das Chemieingenieurwesen. Der Forschungsschwerpunkt lag nun bei Mehrphasenreaktionen und Phasenseparation, dazu kamen noch Biochemie, Energietechnik sowie Materialwissenschaft und Werkstofftechnik. Dem wurde am 7. April 2001 auch formal Rechnung getragen, als das Institut mit Genehmigung der Kommission für die Strukturreform des öffentlichen Sektors (中央机构编制委员会办公室), einer vom Zentralkomitee der KPCh und dem Staatsrat der Volksrepublik China gemeinsam betriebene Dienststelle, in „Institut für Verfahrenstechnik“ umbenannt wurde.

## Struktur

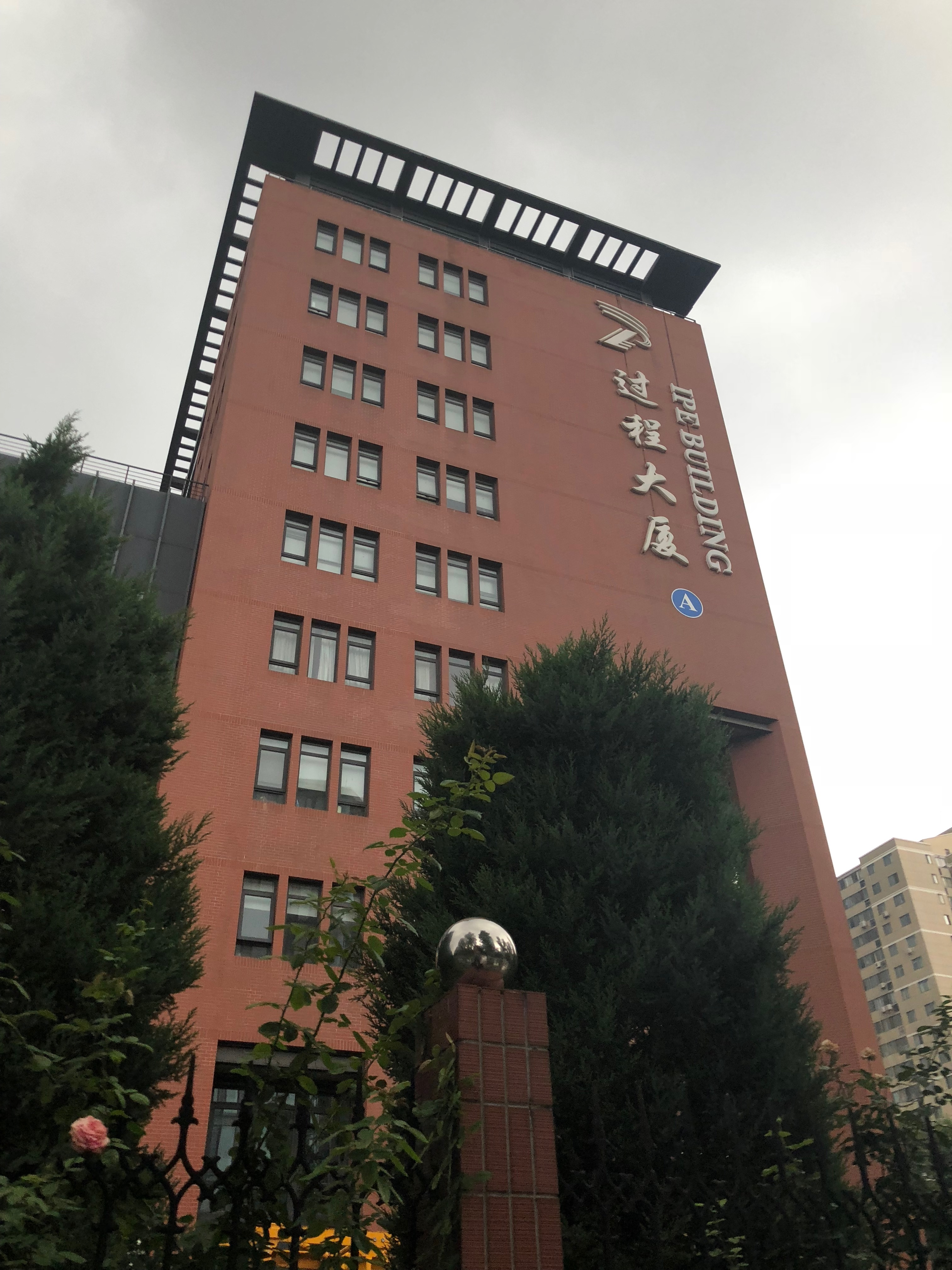
Hauptgebäude

Neben der Verwaltung besaß das Institut für Verfahrenstechnik im Jahr 2022 zwölf Fachabteilungen:
- Mesoskopische Systeme (介科学研究部)[18][19]
- Ionische Flüssigkeiten und kohlenstoffarme Energien (离子液体与低碳能源研究部)[20][21]
- Material- und Umweltingenieurwissenschaften (材料与环境工程研究部)[22][23]
- Ressourcen und Umweltschutz (资源环境研究部)[24][25]
- Ressourcenchemie und Energiematerialien (资源化工与能源材料研究部)[26][27]
- Bioverfügbarkeit und Biomaterialien (生物剂型与生物材料研究部)[28][29]
- Grünes Chemieingenieurwesen (绿色化工研究部)[30][31]
- Nachwachsende Rohstoffe und Gesundheitsprodukte (生物资源与健康产品工程研究部)[32][33]
- Umwelttechnik (环境技术与工程研究部)[34][35]
- Biochemische Anlagen (生化装备研究部)[36][37]
- Brennstoffumwandlung (燃料转化研究部)[38][39]
- Biotechnologische Pharmazie (生物药物研究部)[40][41]

Außerdem besitzt das Institut noch folgende Schwerpunktlabors und Forschungszentren:
- Nationales Schwerpunktlabor für mehrphasige komplexe Systeme (多相复杂系统国家重点实验室), gegründet 1986 als Labor für Mehrphasenreaktionen[16]
- Nationales Schwerpunktlabor für biochemische Verfahren (生化工程国家重点实验室), gegründet 1992[42][43]
- Schwerpunktlabor der Stadt Peking für saubere Verfahren mit ionischen Flüssigkeiten (离子液体清洁过程北京市重点实验室), gegründet 2011[44][45]
- Schwerpunktlabor der Akademie der Wissenschaften für grüne Verfahren (中国科学院绿色过程与工程重点实验室), das 1956 von Chen Jiayong (陈家镛, 1922–2019) gegründete Labor für Hydrometallurgie (湿法冶金实验室)[46][47]
- Nationales Forschungszentrum für grünes Recycling von strategischen Metallressourcen (战略金属资源绿色循环利用国家工程研究中心), gegründet 2008[48]
- Forschungszentrum der Stadt Peking für Technologien zur Eindämmung von Verschmutzung bei chemischen Verfahren (北京市过程污染控制工程技术研究中心), gegründet 2012[49]

## Lehre
Das Institut für Verfahrenstechnik fungiert auch als Campus der Universität der Chinesischen Akademie der Wissenschaften. Es werden sowohl Diplomanden aufgenommen, die an anderen Universitäten bereits ein Vordiplom erlangt haben, als auch Doktoranden, bis 2021 auch aus dem Ausland.
In jeder der zwölf Abteilungen stehen etwa ein Dutzend Diplomandenbetreuer und ein Dutzend Doktorandenbetreuer zur Verfügung.
Es werden sieben Diplomstudiengänge (Chemietechnik, Verfahrenstechnik, Biochemie, Angewandte Chemie, Umwelttechnik, Umweltwissenschaften, Materialwissenschaft) sowie drei Promotionsstudiengänge (Chemietechnik, Umweltwissenschaft und -technik, Materialwissenschaft und -technik) angeboten. Im Jahr 2022 hatte das Institut gut 2000 Mitarbeiter, darunter etwas über 400 ordentliche und außerordentliche Professoren. Etwa ein Drittel der Institutsmitarbeiter waren jünger als 35 Jahre.

## Publikationen
- Seit 1976 gibt das Institut die monatlich erscheinende Fachzeitschrift Verfahrenstechnik (过程工程学报 bzw. The Chinese Journal of Process Engineering) heraus, ursprünglich unter dem Namen Chemieingenieurwesen und Metallurgie (化工冶金). Im Jahr 2001 erhielt die Zeitschrift mit der Umbenennung des Instituts den heutigen Namen.[54]
- Zusammen mit der Chinesischen Gesellschaft für Granulatkunde (中国颗粒学会) und dem niederländischen Elsevier-Verlag wird seit 2003 die englischsprachige, zweimonatlich erscheinende Zeitschrift Particuology (颗粒学报) herausgegeben, zunächst unter dem Titel China Particuology (中国颗粒学报), seit 2008 unter dem heutigen Namen.[55][56]
- Von 1984 bis 2019 wurde außerdem die monatlich erscheinende Zeitschrift Computer und Angewandte Chemie (计算机与应用化学 bzw. Computers and Applied Chemistry) herausgegeben.[57][58]